# 劉誕 (後漢)
劉 誕（りゅう たん）は、中国後漢末期の人物。益州牧劉焉の次男。本貫は荊州江夏郡竟陵県。

## 生涯
兄の劉範、弟の劉璋と共に長安の献帝に付き従い、劉範は左中郎将、劉誕は治書御史、劉璋は奉車都尉に任じられた。
独立の意志を覗かせる劉焉に対し、朝廷は劉璋を劉焉の下に帰して懐柔を図ったが、劉焉は劉璋をそのまま益州に留め、帰さなかった。
興平元年（194年）、劉焉・劉範は征西将軍の馬騰らと結託。朝廷を牛耳る李傕を殺害すべく、劉範と馬騰は長安襲撃を図ったが、計画は露呈し、失敗に終わる。劉範は槐里の地まで逃走したが樊稠により殺害され、劉誕もまたこれに連座して処刑された。
劉焉の孫たちはその後、劉焉と近しい龐羲によって取りまとめられ、益州へと帰還した。